# 安迪·羅素
安祖·占士·羅素（Andrew James "Andy" Russell，1987年11月21日—），生於英國修咸頓，英格蘭裔香港足球運動員，司職中堅。
他在18個月大時隨父母移居香港，隨後以本地球員身份參加聯賽，於2016年3月取得香港特區護照，成為香港足球代表隊常規成員。他曾在2017年以亞援身份效力馬來西亞超級聯賽球會檳城。

## 早年生活
羅素生於英國修咸頓，於18個月大時隨父母移居香港，直到18歲在西島中學畢業後，返回英國曼徹斯特繼續學業。

## 球會生涯

### 愉園
畢業後，羅素於2008年夏季返港，並與當時仍在甲組角逐的老牌球會愉園簽署首份職業球員合約，更在9月15日對四海的開季第二場聯賽，在46分鐘後備入替薛迪，職業生涯首度亮相，可是最終愉園以0–2落敗。隨後他在9月27日對香雪上清飲的第三場聯賽，即正選登場並踢足全場，結果他協助愉園以1–0勝出。總結他在職業生涯首季，在各項賽事上陣獲13場頂級賽事上陣機會。
球季完結後，他返英格蘭加盟北部超聯球會摩士利，其後再在2010年轉會至全國北聯賽球會喬利，至2013年加盟同一聯賽球會菲爾德，並於2014年3月18日對前球會摩士利的蘭開夏郡足總挑戰盃決賽，正選登場兼錄得1助攻和1入球，結果協助菲爾德以4–1勝出，第三度奪得挑戰盃冠軍。

### 南華
2014年7月，羅素獲港超聯傳統球會南華賞識邀請加盟，而因他童年時已在港居滿七年，可以本地球員身份註冊本地賽事，惟他加盟後需要與球會隊長陳偉豪，前亞協盃冠軍成員保贊及曼城青訓產品謝家強爭奪正選中堅位置，所以加盟初期只能屈居後備。但他為爭取落場機會，每天與隊友加操、再聘請健身教練，作針對其弱項的訓練，終於直到11月2日對YFC澳滌的聯賽，羅素首獲正選機會為南華上陣，結果協助南華以2–0勝出。隨後11月30日對標準流浪的高級組銀牌8強，於52分鐘接應角球頭槌破網，取得加盟後的首個入球，並協助南華以4–1勝出。
直到2015年夏季，由於南華足主張廣勇出資贊助地區球會黃大仙，並借出包括羅素在內的球員，使黃大仙能繼續參戰港超聯，但他在隨南華的季前熱身賽中用表現換來繼續留隊的機會，並於2015年12月19日對黃大仙的聯賽盃分組賽，首度擔任南華隊長，即有入球進帳，協助南華以4–1勝出。

### 檳城
隨後，羅素獲馬來西亞超級聯賽球會檳城垂青，並在2017年1月6日對冠忠南區的聯賽期間，獲南華為他舉行歡送儀式和獲足主張廣勇送贈代表他的6號全隊簽名球衣，
以亞援身份加盟後，他深得檳城教練韋斯活重用，並在1月21日對雪蘭莪的聯賽即正選登場，可惜檳城以0–2落敗。惟他早早受膝傷影響，不過因為當時檳城正陷降班旋渦，驅使羅素即使受傷都選擇帶傷上陣，不過經過連續8場正選後，反而加劇傷勢，上陣時表現既未如理想，又加劇傷勢，結果他於2月底便因嚴重膝傷收咧。
直至收咧前，他於2月所有檳城的賽事皆以正選登場，可惜球會在8場聯賽和2場盃賽中，錄得2勝2和6負，結果羅素於馬超季內在各項賽事上陣10場，錄得1助攻。

### 和富大埔
直到2017年5月9日，檳城與羅素達成解約協議提前解約，並選擇在2017年7月16日回流加盟港超聯地區球會和富大埔，更在2017年8月26日對夢想FC的首場聯賽即正選登場，結果協助大埔以1–1賽和對手，隨後他在1月26日對陽光元朗的菁英盃分組賽，於25分鐘接應角球頭槌破網，取得加盟後的首個入球，最終協助大埔以3–0勝出。結果，羅素於半季內在各項賽事上陣14場，皆以正選登場並錄得1球2助攻。直到2018年2月7日羅素以內援身份十萬元轉會費轉會中甲球會遼寧宏運。

### 遼寧宏運
隨着中國足協於2018年賽季放寬政策，重新允許每間中超及中甲球會能有1個內援名額，而內援必須是球員生涯首次在港澳台足球總會註冊的港澳台籍球員，結果羅素於2018年2月27日轉會窗關閉前一日以內援身份與中甲球會遼寧宏運簽約加盟，並在3月10日對新疆雪豹的首場聯賽，即正選登場與前德甲球員盧基米亞拍檔組成雙中堅防線，結果在踢足全場下協助宏運以2–0勝出，在4月8日，羅素在對青島黃海的第5輪聯賽，在11分鐘接應角球頭槌頂破網，取得加盟後的首個入球，可是最終宏運以1–2落敗。

### 河北華夏幸福
2019年2月25日，羅素以自由身加盟河北華夏幸福，將與阿根廷球星馬斯真蘭奴及拿維斯成為隊友。

## 國際賽生涯
羅素於2015年11月向英國當局提出放棄國籍，直到在2016年3月14日作客卡塔爾國家隊的世界盃外圍賽前獲香港隊補選，而他在3月24日作客對卡塔爾中，首度代表香港參加國際賽事，即以正選身份登場並踢足全場，惟結果香港以0–2落敗並宣告出局。
2017年10月，羅素獲香港隊重召對巴林和黎巴嫩國家隊的名單，而他於11月9日對世界排名125位的巴林的國際友誼賽中正選登場，並分別於上半場末段及完場前獲香港隊教練團安排他推到最前，客串中鋒，為香港帶來有效高空攻勢，而他更多番力壓巴林球員，為隊友作出二傳及頭槌攻門，最終香港隊以0–2落敗。其後他再在11月14日主場面對勁旅黎巴嫩的亞洲盃外圍賽中，獲安排擔任中堅位置，雖然香港最終以0–1僅敗，但在他助攻助守下，其熱血表現獲球迷稱讚。
2023年11月，羅素宣布退出香港足球代表隊，結束逾7年國際賽生涯。

## 國際賽事紀錄
- 僅列出國際A級比賽

| 上陣次數 | 時間           | 地點                      | 對手       | 比數             | 賽事性質                                   | 入球 (累計) |
| -------- | -------------- | ------------------------- | ---------- | ---------------- | ------------------------------------------ | ----------- |
| 1        | 2016年3月24日  | 多哈 賈西姆本哈馬德體育場 |            | 0–2              | 2018年世界盃外圍賽                         | 0 (0)       |
| 2        | 2016年6月3日   | 緬甸 吉諦瑜杜烏拿體育場   | 越南       | 2–2 (十二碼 3–4) | AYA銀行盃2016                              | 0 (0)       |
| 3        | 2016年6月5日   | 緬甸 吉諦瑜杜烏拿體育場   | 緬甸       | 0–3              | AYA銀行盃2016                              | 0 (0)       |
| 4        | 2016年10月7日  | 柬埔寨 奧林匹克運動場     | 柬埔寨     | 2–0              | 國際友誼賽                                 | 0 (0)       |
| 5        | 2016年10月11日 | 香港 旺角大球場           | 新加坡     | 2–0              | 國際友誼賽                                 | 0 (0)       |
| 6        | 2016年11月6日  | 香港 旺角大球場           | 關島       | 3–2              | 2017年東亞盃外圍賽                         | 0 (0)       |
| 7        | 2017年8月31日  | 新加坡 惹蘭勿剎體育場     | 新加坡     | 1–1              | 國際友誼賽                                 | 0 (0)       |
| 8        | 2017年11月9日  | 香港 旺角大球場           | 巴林       | 0–2              | 國際友誼賽                                 | 0 (0)       |
| 9        | 2017年11月14日 | 香港 香港大球場           | 黎巴嫩     | 0–1              | 2019年亞洲盃外圍賽第三輪                   | 0 (0)       |
| 10       | 2018年3月27日  | 朝鮮 金日成競技場         |            | 0–2              | 2019年亞洲盃外圍賽第三輪                   | 0 (0)       |
| 11       | 2018年10月11日 | 香港 旺角大球場           | 泰國       | 0–1              | 國際友誼賽                                 | 0 (0)       |
| 12       | 2018年10月16日 | 印尼 威巴瓦穆蒂運動場     | 印度尼西亞 | 1–1              | 國際友誼賽                                 | 0 (0)       |
| 13       | 2018年11月11日 | 臺灣 臺北田徑場           | 中華臺北   | 2–1              | 2019年東亞足球錦標賽第二圈                 | 0 (0)       |
| 14       | 2018年11月13日 | 臺灣 臺北田徑場           |            | 0–0              | 2019年東亞足球錦標賽第二圈                 | 0 (0)       |
| 15       | 2018年11月16日 | 臺灣 臺北田徑場           | 蒙古国     | 5–1              | 2019年東亞足球錦標賽第二圈                 | 0 (0)       |
| 16       | 2019年6月11日  | 香港 旺角大球場           | 中華臺北   | 0–2              | 國際友誼賽                                 | 0 (0)       |
| 17       | 2019年9月5日   | 柬埔寨 奧林匹克體育場     | 柬埔寨     | 1–1              | 2022年世界盃亞洲區外圍賽                   | 0 (0)       |
| 18       | 2019年9月10日  | 香港 香港大球場           | 伊朗       | 0–2              | 2022年世界盃亞洲區外圍賽                   | 0 (0)       |
| 19       | 2019年10月11日 | 伊拉克 巴士拉體育城       | 伊拉克     | 0–2              | 2022年世界盃亞洲區外圍賽                   | 0 (0)       |
| 20       | 2019年11月14日 | 香港 香港大球場           | 巴林       | 0–0              | 2022年世界盃亞洲區外圍賽                   | 0 (0)       |
| 21       | 2019年11月19日 | 香港 香港大球場           | 柬埔寨     | 2–0              | 2022年世界盃亞洲區外圍賽                   | 0 (0)       |
| 22       | 2023年10月17日 | 不丹 羌黎密塘體育場       | 不丹       | 2–0              | 2026年世界盃暨2027年亞洲盃聯合外圍賽第一圈 | 0 (0)       |

## 榮譽
南華
- 香港社區盃冠軍（2014、2015年）

港聯
- 香港賀歲盃冠軍（2016年）

菲爾德
- 蘭開夏郡足總挑戰盃冠軍（2013–14季度）

## 外部連結
- 香港足球總會網頁球員註冊資料 （页面存档备份，存于）